# يادرانكو توبيك
يادرانكو توبيك (بالإنجليزية: Jadranko Topić)‏ هو لاعب كرة قدم أمريكي في مركز الهجوم، ولد في 20 أغسطس 1949 في موستار في البوسنة والهرسك. لعب مع فيليز موستار ونيويورك كوسموس.